# Yamatai
Yamatai (japanisch 邪馬台国, -koku oder Yamaichi; kyūjitai 邪馬壹國, -koku) war der erste schriftlich erwähnte Zusammenschluss von 32 kuni (国, hier Gemarkung) der Wa (倭 chin. Wō) auf dem japanischen Archipel. Yamatai stand bis 248 n. Chr. unter der Oberhoheit von „Königin“ Himiko. Es wird erstmals in einem Itinerar beschrieben, das Bestandteil des Wei Zhi Dongyi zhuan (chinesisch 魏志東夷傳, Pinyin Wèizhì Dōngyí zhuàn, W.-G. Wei-chih Tung-i-chuan, jap. 魏志東夷伝, Gishi tōiden, dt. etwa „Aufzeichnung der Wei: Kommentare („Beschreibung“) zu den Fremdlingen aus dem Osten („Ostbarbaren“)“) ist. Ungenauigkeiten und die Interpretation dieser Reisebeschreibung haben Generationen von Forschern beschäftigt. Bis heute wird die Frage diskutiert, wo genau Yamatai gelegen haben könnte und ob es ein Vorläufer oder gar identisch mit der späteren Keimzelle des japanischen Staates, Yamato, ist. Neben der Betrachtung historischer Quellen sind neuerdings auch archäologische Funde für die Lokalisierungsfrage relevant geworden.

## Historiografische Quellen
Das Wei Zhi (chin. 魏志,  Wèi Zhì,  Wei-chih), das 30 Bücher umfasst, ist einer von drei Teilen des Geschichtswerks die Chroniken der Drei Reiche (chin. 三國志,  Sānguó Zhì,  San-kuo chih), das wiederum zu der Historiographie, die 24 Dynastiegeschichten, gehört. Im Wei Zhi findet sich im Abschnitt über die „Fremdlinge aus dem Osten“ (Dongyi zhuan, Tung-i-chuan) eine Reisebeschreibung von der Kommandantur Taifang (chin. 帶方,  Dàifāng,  Tai-fang) zur Wa-Konföderation unter der Herrschaft Himikos in Yamaichi (chin. 邪馬壹,  Yěmǎyī,  Yeh-ma-i). Dort heißt es:

„Die Wo-Menschen befinden sich in mitten des großen Meeres südöstlich von [der Kommandantur] Tai-fang […]. Um von der Kommandantur [Tai-fang] aus die Wo zu erreichen, fährt man zur See, der Meeresküste folgend. An den [kor.] Han-Staaten vorbei, erst nach Süden, dann nach Osten, erreicht man ihre [d.h. der Wo] nördliche Küste, das Land Kou-hsieh-Han, mehr als 7000 li [von der Kommandantur Tai-fang entfernt].
Erstmalig überquert man ein Meer und erreicht dann, [nach] mehr als 1000 li, das Land Tuei-hai […]. Weiter südlich ein Meer überquerend […] gelangt man [nach] mehr als tausend li zum Lande I-ta […]. Wiederum ein Meer überquerend erreicht man nach mehr als tausend li das Land Mo-lu […]. Nach Südosten über das Land reisend erreicht man nach fünfhundert li das Land I-tu […].
Nach Südosten kommt man [nach] hundert li zum Lande Nu […]. Nach Osten reisend erreicht man nach hundert li das Land Pu-mi […]. Nach Süden kommt man zwanzig Tage zu Wasser reisend zum Lande T'ou-ma […]. Nach Süden erreicht man zehn Tage zu Wasser reisend, zu Lande einen Monat, das Land Hsieh-ma-i, wo die Königin ihre Residenz hat […].“

Auch wenn man anhand topografischer Gegebenheiten einen Durchschnittswert für die Distanzangabe li (chin. 里 – „historische chinesische Meile“) errechnen kann, gelangt man mit dieser Beschreibung zu einem Punkt im Ozean, irgendwo südlich von Kyūshū. Diese Ungenauigkeit hat dazu geführt, zwei Arten von Fehlern im Textkorpus anzunehmen. Zum einen wurden die Distanzangaben in Zusammenhang mit Transkriptionsproblemen bezweifelt, zum anderen die Richtungsangaben, wobei die Distanzen als korrekte Größen angenommen wurden. Je nachdem, welche Prämisse man zugrunde legt, gelangt man zu zwei Lokalisierungstheorien: der Kyūshū- oder der Kinai-Theorie.
Die Theorie Yamatai habe sich in Kyūshū befunden, zerfällt dabei in zwei Lager, wovon eines Süd-, das andere Nord-Kyūshū als Territorium der Wa postuliert. Für die Verfechter der Kinai-Theorie, die die Lage Yamatais in der Kinki Region sieht, stellt sich die Frage, ob Yamatai einen Bezug zur historischen Provinz Yamato besitzt.

### Kyūshū-Theorie
Die Yamatai Forschung begann mit dem Historiker Matsushita Kenrin (松下見林, 1637–1704) und dessen Werk Ishō Nihonden (異称日本伝, 1688). Gestützt auf das Nihongi nahm er an, dass es sich bei Himiko um Jingū-kōgō handele. Zudem nahm er als Herrschaftsgebiet der Regentin Yamato an. Es ist wahrscheinlich, dass Kenrin sich auf den Gelehrten Urabe no Kanetaka (卜部兼方, 1192–1333), den Verfasser des Shaku Nihongi (釈日本紀) bezieht. Urabe listet im Shaku Nihongi, chinesische Quellen zusammenfassend, verschiedene Namen für das Nihon-koku auf. Darunter die auf das Hou Hanshu zurückgehende Bezeichnung „Yeh-ma-t’ai“ und die aus dem Sui Shu stammende Bezeichnung „Yeh-mi-tui“. Da die Bezeichnungen auf t’ai oder tui enden, kam Kenrin zu dem Schluss, dass es sich bei Yamaichi, das er in den japanischen Annalen vorfand um einen (Schreib- bzw. Übertragungs-)Fehler handeln müsse. Er ersetzte daraufhin das Zeichen ichi (壹) durch tai (kyūjitai 臺, heute shinjitai 台). So wurde aus Yamaichi bis in die 1960er Jahre hinein Yamatai oder auch Yamato.
In der früheren Vergangenheit hat zuerst Furuta Takehito (古田武彦, * 1926) auf der Suche nach einem Beleg für die Kyūshū-Theorie Kenrins Darstellung einer Prüfung unterzogen. Furuta erkannte die Änderungen Kenrins und lehnte die Bezeichnung Yamatai ab, wodurch die naheliegende Identität mit der Provinz Yamato hinfällig wurde. Zugleich war damit die konkurrierende Kinai-Theorie geschwächt.
| Schriftzeichen | Modernes Chinesisch | Mittelchinesisch | Rekonstruiertes Chinesisch | Archaisches Chinesisch |
| -------------- | ------------------- | ---------------- | -------------------------- | ---------------------- |
| 邪馬臺         | yémǎtái             | yæmæXdoj         | jiamaɨ'dəj                 | jama:t'ḁ̂i              |
| 邪馬台         | yémǎtái             | yæmæXdoj         | jiamaɨ'dəj                 | jama:t'ḁ̂i              |
| 邪摩堆         | yémóduī             | yæmatwoj         | jiamatwəj                  | jamuâtuḁ̂i              |
| 大和           | dáhè                | dajHhwaH         | dajʰɣwaʰ                   | d’âiɣuâ                |

### Kinai-Theorie
Es war der neokonfuzianische Gelehrte Arai Hakuseki, der als Erster die Auffassung vertrat, Yamatai habe im Kinai-Gebiet gelegen. Dabei stützte er sich zum einen auf die Namensähnlichkeit von Yamatai und Yamato, zum anderen nahm er an, dass eine Richtungsangabe der Wegbeschreibung unrichtig sei. Er unterstellte, dass im Wegabschnitt von Fumi (chin. Pu-mi) ein Kopierfehler vorlag und man sich statt nach Süden zu reisen, nach Osten wenden müsse. Auf diese Weise wurde auch der Reiseweg über das Wasser von Toma (chin. T’ou-ma) nach Yamatai erklärt.
Motoori Norinaga, der die Richtigkeit der Richtungsangaben annahm, kritisierte an Hakuseki, dass eine weitere einmonatige Etappe zu Lande nach der Überfahrt nicht plausibel scheine, da Yamato vom vermutlich angesteuerten Hafen Naniwa (heute: Osaka) nicht so weit entfernt war. Norinaga nahm daher Zentral- oder Süd-Kyūshū als wahrscheinlich an. Das 1784 von einem Bauern auf Shika-no-shima gefundene Goldsiegel legte zudem nahe, dass Yamatai in Kyūshū lag, da das in der Ebene von Fukuoka lokalisierte kuni Na eine Etappe der Reisebeschreibung darstellt.
Erst Anfang des 20. Jahrhunderts konnte Naitō Torajirō zeigen, dass eine Verwechslung von Richtungsangaben im Wei Zhi nicht selten waren. Darüber hinaus trugen archäologische Funde, wie Bronzespiegel, zur Wiederbelebung der Kinai-Theorie bei.
Neuerdings hat Barbara Seyock argumentiert, dass weder fehlerhafte Distanz-, noch falsche Richtungsangaben, sondern vielmehr eine nicht ganz korrekte geografische Vorstellung für die Kinai-Theorie sprechen. Zurückgehend auf die Prinzipien der Kangnidokarte von 1402 hatte Hu Wei im 17. Jahrhundert Karten angefertigt, die Japan um 90 Grad verdreht zum Festland zeigen. Legt man diese Karte der Wegbeschreibung aus dem Wei Zhi zugrunde, gelangt man tatsächlich in die Kinai-Region in Zentraljapan. Allerdings muss berücksichtigt werden, dass zwischen der Entstehung dieser Karte und dem Wei Zhi ca. 1500 Jahre liegen. So bleibt abzuwarten, ob weitere und ältere Karten diese Annahme erhärten können.

## Archäologische Befunde
Aufgrund der im Yamato-Gebiet gefundenen Bronzespiegel nahmen viele Archäologen zu Beginn der 1930er Jahre an, dass die Kinai-Theorie richtig sei. Masukichi Hashimoto (1880–1956) hingegen kritisierte die Zufälligkeit der Funde, die nicht systematisch ergraben worden waren. Er argumentierte, dass die aus China stammenden Artefakte auch zu einem späteren Zeitpunkt abgelegt worden sein könnten. Grabungen der letzten 70 Jahre haben Bronzespiegel aus der späten Yayoi-Zeit, also der Lebenszeit Himikos, sowohl auf Nord-Kyūshū, als auch in der Nara-Ebene zu Tage gebracht. Damit bleiben unterschiedliche kulturelle Zentren auf Kyūshū, wie in der Kinki Region als mögliche Stätten Yamatais in der Diskussion.
Reich ausgestattete und erst in den vergangenen 10 bis 15 Jahren gefundene Kofun deuten auf die Anwesenheit einer höher gestellten Person. Die Erforschung dieser Funde könnte eine zukünftige Lokalisierung erbringen.
Für die Kyūshū-Theorie sprechen etwa ein in Tenri gefundenes Hügelgrab mit Steinkammer und Holzsarg, sowie das 2001 auf der Grabungsstätte Katsuyama in Sakurai gefundene Schlüsselloch-Kofun, das sich dendrochronologisch auf die späte Yayoi-Zeit datieren lässt.
Für die Kinai-Theorie bedeutsam könnte ein Hügelgrab bei Akasa-imai in Mineyama sein. Es handelt sich um die bisher größte Grabkonstruktion aus der Yayoi-Zeit. Neben einem mit Zinnober geschmückten Holzsarg, fand man dort auch einen Kopfschmuck und kommaförmige Krummperlen, die auf eine weibliche Führungsperson aus einem der 29 kuni deuten.

## In der Popkultur
Yamatai ist Handlungsort des Videospiels Tomb Raider aus dem Jahr 2013 und der Verfilmung aus dem Jahr 2018.
In Fate/Grand Order werden in der Eventreihe "Yamataitoku" die Herrschaften von der ersten beiden Königinnen Himiko und Iyo behandelt.